# Rihard Jakopič
Rihard Jakopič, slovenski slikar, * 12. april 1869, Ljubljana, † 21. april 1943, Ljubljana. 
Jakopič je bil osrednja osebnost slovenskega slikarstva v prvi polovici 20. stoletja. Bil je vodilni slovenski impresionistični slikar, pokrovitelj umetnosti in teoretik. Impresionistični slog slikanja so poleg njega izoblikovali še sodobniki Matej Sternen, Matija Jama in Ivan Grohar. Leta 1900 je bil soorganizator prve slovenske umetniške razstave, tri leta zatem pa soustanovitelj umetniškega društva »Sava«, v okviru katerega je s stanovskimi kolegi impresionisti pripravil razstavo na Dunaju. Velja za pionirja slovenskega impresionističnega slikarstva.

## Življenjepis
Rihard Jakopič se je rodil v Krakovem, tedaj predmestni vasi pri Ljubljani, očetu Francu in materi Neži (rojena Dolžan). Njegov oče Franc Jakopič je bil premožen trgovec s poljščinami. Rihard je bil najmlajši med osmimi otroki. Od leta 1879 do leta 1887 je obiskoval realko, ki je ni nikoli dokončal, potem pa je obiskoval predavanja na dunajski Akademiji likovnih umetnosti in na akademiji v Münchnu, nekaj časa je obiskoval šolo Antona Ažbeta v Münchnu.
Leta 1900 so se 'mladi slovenski impresionistični slikarji' pridružili prvi slovenski umetniški razstavi v Mestnem domu. Njihova dela so bila dobro sprejeta, še posebej Groharjeva, so jim pa očitali nedokončanost del (zaradi uporabe impresionističnega sloga). Leta 1902 so razstavljali na drugi slovenski umetniški razstavi, vendar jih občinstvo tokrat ni dobro sprejelo. 
Veliko priznanje so naši impresionistični slikarji doživeli leta 1904 na Dunaju, ko so razstavljali v prodajni galeriji Miethke. Dunajsko občinstvo jih je dobro sprejelo, vendar pa sta bila tista, ki sta glas o razstavi v naša občila, ponesla Ivan Cankar in Oton Župančič. 
Jakopič, ki se je postavil na čelo skupine Sava, je poskušal razstavljati v tujini (predvsem v umetniških središčih Berlin, Dunaj, München, Pariz, London), vendar je bil bolj uspešen v Vzhodni Evropi (Beograd, Zagreb, Sofija).
Po vrnitvi v domovino je leta 1907 skupaj z Matejem Sternenom odprl zasebno slikarsko in risarsko šolo, leta 1908 pa je dal po načrtih Maksa Fabianija na svoje stroške zgraditi prvo slovensko umetniško razstavno galerijo, t. i. Jakopičev paviljon, ki pa je bil leta 1961 zaradi urbanističnih posegov in postavitve železniške proge porušen. Bil je pobudnik za nastanek Narodne galerije.
Že od otroštva dalje je bolehal za epilepsijo.

## Priznanja
Leta 1965 so po Rihardu Jakopiču poimenovali osnovno šolo na Jami v Šiški. Upodobljen je bil na bankovcu za 100 tolarjev. Po njem so poimenovane nagrade in priznanja, ki jih podeljuje Zveza društev likovnih umetnikov Slovenije (nagrada Riharda Jakopiča). Na mestu, kjer je včasih stal Paviljon, danes stoji Jakopičev spomenik. 

## Dela
- Sončni breg (1903), Narodna galerija Ljubljana
- Breze v jeseni (1903), Narodna galerija Ljubljana
- Kamnitnik v snegu (1903), Narodna galerija Ljubljana
- Sončni breg (1903), Narodna galerija Ljubljana
- Zima (1904), Narodna galerija Ljubljana
- Pri svetilki (1904), Narodna galerija Ljubljana
- Študija sonca (1905), Narodna galerija Ljubljana
- Križanke (1909),  Narodna galerija Ljubljana
- Spomini (1912), Narodna galerija Ljubljana
- Zeleni pajčolan (1915), Narodna galerija Ljubljana
- Večer na Savi (1926), Narodna galerija Ljubljana
- Slepec (1926), Narodna galerija Ljubljana
- sava (1922), moderna galerija ljubljana